# Schinopsis peruviana
Schinopsis peruviana är en sumakväxtart som beskrevs av Adolf Engler. Schinopsis peruviana ingår i släktet Schinopsis och familjen sumakväxter. Inga underarter finns listade i Catalogue of Life.